# Philip Adisak Phorn-Ngam
Philip Adisak Phorn-Ngam (ur. 19 listopada 1954 w Hua Phai) – tajski duchowny rzymskokatolicki, biskup Chanthaburi od 2025. 

## Życiorys
Święcenia kapłańskie przyjął 13 września 1986 i został inkardynowany do diecezji Chanthaburi. Był m.in. wicerektorem seminarium w Nakhon Ratchiasima; wychowawcą, a następnie rektorem krajowego seminarium w Sampran; proboszczem parafii w Pattaya i parafii katedralnej, a także tymczasowym administratorem diecezji.
11 listopada 2024 papież Franciszek mianował go biskupem diecezjalnym Chanthaburi. Sakry biskupiej udzielił mu 8 lutego 2025 biskup Silvio Siripong Charatsri w katedrze Niepokalanego Poczęcia NMP w Chanthaburi.